# Arlette Rosenblum
Pour les articles homonymes, voir Rosenblum.
Arlette Rosenblum est une traductrice française, surtout connue pour ses traductions des œuvres de Jack Vance et de Robert Jordan. 

## Carrière
Elle commence sa carrière en traduisant plusieurs romans de Henry Rider Haggard pour les éditions de Trévise en 1959-1961, et des nouvelles pour la revue Fiction dans les années 1960. Après avoir traduit deux romans d'Abraham Merritt pour les éditions OPTA, elle traduit La Planète géante de Jack Vance en 1971 : ce sera le début d'un long compagnonnage avec l'œuvre de cet écrivain de space opera et de fantasy, avec entre autres Les Chroniques de Durdane, Space Opera, Le Livre des rêves, et les deux premiers tomes du cycle de Lyonesse. 
En 1992, elle traduit Miles Vorkosigan de Lois McMaster Bujold. À partir de 1995, elle traduit le cycle de La Roue du temps de Robert Jordan pour les éditions Rivages fantasy, jusqu'à L'Illusion fatale.
Elle a aussi traduit de nombreux romans d'amour de Barbara Cartland et Danielle Steel.